# Saint-Calais
Saint-Calais [sɛ̃ kalɛ] ist eine Gemeinde in Frankreich. Sie liegt im Département Sarthe und in der Region Pays de la Loire. Saint-Calais ist Hauptort des Kantons Saint-Calais im Arrondissement Mamers. In der Gemeinde leben 2969 Einwohner (Stand 1. Januar 2022) auf einer Fläche von 22,76 km².

## Namensherkunft
Der Ort ist nach dem heiligen Carilefus benannt, der dort im 6. Jahrhundert die Abtei Anisole gegründet hatte. Der um das Kloster entstandene Ort wurde später Saint-Calais genannt.

## Geografie
Saint-Calais liegt 30 km westlich von Vendôme und 45 km östlich von Le Mans, auf einer Höhe zwischen 87 und 163 Metern. Das Ortsgebiet wird von Fluss Anille durchquert.

## Partnerstädte
Zwischen Saint-Calais (und einigen Gemeinden in der Umgebung: Bessé-sur-Braye, Cogners, La Chapelle-Huon und Sainte-Cérotte) besteht seit Sommer 1984 eine Freundschaft und Partnerschaft zur niedersächsischen Samtgemeinde Kirchdorf im Landkreis Diepholz.

## Verkehr
Die Autoroute A11 (= E 50) von Paris nach Le Mans verläuft nördlich in 28 km Entfernung; die Autoroute A28 (= E 502) von Le Mans nach Tours verläuft westlich in 33 km Entfernung.

## Sehenswürdigkeiten
- Katholische Pfarrkirche Notre-Dame (14. bis 17. Jahrhundert)
- Schlossruinen

## Persönlichkeiten
- Louis-Ernest Dubois (1856–1929), Erzbischof von Rouen und Paris
- Bernard Eisenschitz (* 1944), Filmhistoriker
- Denis Leproux (* 1964), Radrennfahrer und Sportlicher Leiter